# Pseudolycopodium
Pseudolycopodium, monotipski rod paprati u porodici Lycopodiaceae smješten u potporodicu Lycopodioideae. Jedina vrsta je P. densum iz  Australije, Nove Kaledonije i Novog Zelanda. 
Često se ponovno uključuje u Lycopodium ali prihvaćen od PPG-I.

## Sinonimi
- Lepidotis densa Rothm.
- Lycopodium densum Labill.
- Lycopodium deuterodensum Herter